# 叛逆年代
是一部2015年美國、德國、英國、加拿大和澳大利亞合拍的傳記劇情片，為安東·寇班執導。電影根據於《生活》攝影師丹尼斯·史托克和好萊塢男星詹姆斯·狄恩之間的友誼故事，兩人分別由羅伯·派汀森與丹恩·德翰飾演。
該片於2015年2月9日的第65屆柏林影展上首映。2015年12月4日在美國戲院上映。

## 劇情
故事設定於1955年，敘述攝影師丹尼斯·史托克和好萊塢男星詹姆斯·狄恩在一場派對上首次碰面；狄恩想透過雜誌的照片來為自己添增名氣，因此瞞著老闆與丹尼斯一同到對方的家鄉印第安纳州，途中丹尼斯除了拍下他多張美照外，還為兩人產生了堅韌的友情。

## 演員
- 羅伯·派汀森 飾 丹尼斯·史托克（Dennis Stock）
- 丹恩·德翰 飾 詹姆斯·狄恩（James Dean）
- 班·金斯利 飾 傑克·華納（Jack Warner）
- 喬爾·埃哲頓 飾 約翰·G·莫里斯（John G. Morris）
- 亞歷桑德拉·馬斯特羅蘭迪 飾 琵雅·安吉利（Pier Angeli）

## 外部連結
- 互联网电影数据库（IMDb）上《叛逆年代》的资料（英文）
- AllMovie上《叛逆年代》的资料（英文）
- 爛番茄上《叛逆年代》的資料（英文）
- Metacritic上《叛逆年代》的資料（英文）